# Silvestra Chnápková
Silvestra Chnápková (30. dubna 1954 České Budějovice) je signatářka Prohlášení Charty 77 a bývalá propagátorka komunitního žití v období socialismu. Spolu s manželem Jaroslavem „Šímou“ Chnápkem se snažili být zemědělsky nezávislí na komunistickém režimu. V roce 1981 se přestěhovala na Domažlicko, kde žije dodnes.

## Biografie
Silvestra Chnápková se narodila v Českých Budějovicích, kde i část dětství žila. Její otec Stanislav Lupert byl vystudovaný chemik, kterého později přidělili do Litvínova do Chemických závodů československo-sovětského přátelství. Publikoval ve vědckých časopisech, nikdy se však ve svém oboru nemohl plně realizovat. Matka Terezie Lupertová pracovala jako úřednice. Oba rodiče chovali ke komunistickému režimu nepřátelský postoj. Naději na změnu režimu ukončila invaze vojsk Varšavské smlouvy v srpnu 1968. Silvestra se tehdy rozhodla najít si práci v Praze. Tam se poprvé seznámila s členy kulturního undergroundu, například Františkem „Čuňasem“ Stárkem, Jaroslavem Kukalem aj. V té době začala jezdit do Nové Vísky u Chomutova, kam se sjížděli i jiní protirežimně naladění mladí lidé. V Nové Vísce spoluzakládala časopis Vokno a tam se také seznámila se svým budoucím manželem Jaroslavem „Šímou“ Chnápkem.
Poté, co byla komuna v Nové Vísce rozprášena státním aparátem, se přestěhovali do Mostu. Tam Silvestra Chnápková nastoupila do „Staliňáku“, neboli Chemických závodů československého-sovětského přátelství. Zpracovávala na automatických strojích programy na normy. Nebyla v práci příliš vytížená, takže stihla přepisovat. Chytili ji, když zrovna přepisovala knihu George Orwella Farma zviřat. Přeložili ji jinam.
V roce 1981 si se svým partnerem Šímou Chnápkem koupili opuštěný a zdevastovaný mlýn v Osvračíně, který svépomocí opravili a na němž hospodařili. Státní aparát na ně však vyvíjel nátlak, odvážel je ze zaměstnání k výslechům, často je pokutoval za nesmyslné věci, a postupně začal mlýn vyvlastňovat. V říjnu 1989 došlo k úplnému vyvlastnění. Chnápkovi měli dva měsíce na to, aby mlýn opustili. V listopadu 1989 padl komunismus a Chnápkovi dodnes žijí v Osvračíně, kde provozují galerii VOKNO a keramickou dílnu. V roce 2023 se stále domáhají spravedlnosti u soudu.

## Rodina
V roce 1984 si vzala za muže svého dlouholetého partnera Jaroslava „Šímu“ Chnápka. Má dceru Janu.